# Língua carajá
A língua carajá (denominada, pelos carajás, como iny rybè [iˈnə̃ ɾɨˈbɛ], que significa "a fala dos iny") é uma língua indígena do Brasil falada até os dias de hoje pelos índios carajás.. Ela pertence à família linguística carajá, a qual, por sua vez, pertence ao tronco linguístico macro-jê.
Há quatro variedades: o karajá setentrional, o karajá meridional, o javaé e o xambioá.

## Reconstrução
Reconstrução do proto-karajá (Nikulin 2020):
Abreviações
- SG = singular
- F = finito
- NF = não finito
- DAT = dativo
- LOC = locativo
- CRF = correferencial
- NMLZ = nominalizador
- INT = interno (caso morfológico interno)

| Proto-Karajá                          | Glosa                                             |
| ------------------------------------- | ------------------------------------------------- |
| *∅-                                   | ‘2INT (classe II)’                                |
| *ã-                                   | ‘2INT’                                            |
| *be                                   | ‘água’                                            |
| *bedo                                 | ‘filhote’                                         |
| *bid                                  | ‘mel’                                             |
| *bikû                                 | ‘chuva, céu’                                      |
| *bryby ~ *byrby                       | ‘cinza’                                           |
| *bu/*bu-r                             | ‘chorar’                                          |
| *bu                                   | ‘chorar.F’                                        |
| *bu-r                                 | ‘chorar.NF’                                       |
| *de                                   | ‘carne’                                           |
| *de- (formativo)                      | ‘mão’                                             |
| *dea-                                 | ‘nariz’                                           |
| *deã-θə̃                               | ‘nariz’                                           |
| *deã-ti                               | ‘osso do nariz’                                   |
| *dede                                 | ‘espinho’                                         |
| *derã                                 | ‘antebraço’                                       |
| *do                                   | ‘alimento duro’                                   |
| *dorto                                | ‘língua’                                          |
| *he                                   | ‘lenha’                                           |
| *he-də̂                                | ‘fumaça’                                          |
| *he-koty                              | ‘fogo’                                            |
| *ho/*[r]o                             | ‘lavar’                                           |
| *kãi                                  | ‘tu’                                              |
| *ki                                   | ‘LOC’                                             |
| *ko                                   | ‘árvore, chifre’                                  |
| *ko                                   | ‘rosto’                                           |
| *kõ                                   | ‘NEG’                                             |
| *kob                                  | ‘banzeiro’                                        |
| *koho                                 | ‘mosca ou carapanã’                               |
| *ku                                   | ‘defecar’                                         |
| *ky                                   | ‘fibra de casca’                                  |
| *ky/*[r]y                             | ‘comer (grãos)’                                   |
| *kyθe                                 | ‘arranhar, coçar’                                 |
| *lãm                                  | ‘ficar de pé.SG.NF’                               |
| *lə̂                                   | ‘urina’                                           |
| *lid (Karajá, Xambioá) ~ *lîd (Javaé) | ‘colocar deitado.F’                               |
| *lo-ti                                | ‘pescoço’                                         |
| *l-oti                                | ‘garganta, pescoço’                               |
| *lû                                   | ‘dente’                                           |
| *lub                                  | ‘sangue’                                          |
| *mã                                   | ‘fígado’                                          |
| *mə̃                                   | ‘LOC’                                             |
| *nã-di                                | ‘mãe’                                             |
| *nĩ                                   | ‘nome’                                            |
| *nĩnĩ                                 | ‘chamar’                                          |
| *nõ                                   | ‘INDEF’                                           |
| *õ                                    | ‘dar’                                             |
| *o(-)bî ~ *ô(-)bî                     | ‘ver’                                             |
| *õrõ                                  | ‘dormir.F’                                        |
| *-r                                   | ‘NMLZ’                                            |
| *rã                                   | ‘cabeça’                                          |
| *rã                                   | ‘fruta’ (< ‘cabeça’)                              |
| *rã                                   | ‘sobrinho’                                        |
| *rã-de                                | ‘cabelo’                                          |
| *rãm                                  | ‘fome; querer’                                    |
| *ri                                   | ‘deixar, abandonar’                               |
| *ro                                   | ‘morder’                                          |
| *ro                                   | ‘podre’                                           |
| *ru                                   | ‘coxa’                                            |
| *ru/*ru-b                             | ‘morrer’                                          |
| *ry                                   | ‘caminho’                                         |
| *ry                                   | ‘gritar, chamar.NF’                               |
| *ry-be                                | ‘saliva’                                          |
| *t-                                   | ‘3INT (classe II)’                                |
| *ta- (classe I) / *t- (classe II)     | ‘3CRF’                                            |
| *t-amə̃                                | ‘DAT.3, ALL.3’                                    |
| *tə̃m-rã                               | ‘novo’                                            |
| *ti                                   | ‘osso’                                            |
| *to                                   | ‘chupar’                                          |
| *tu                                   | ‘cauda de ave’                                    |
| *t-u                                  | ‘LOC.3’                                           |
| *tû                                   | ‘sol’                                             |
| *ty                                   | ‘tecer, costurar’                                 |
| *ty                                   | ‘semente’                                         |
| *ty                                   | ‘vagina’                                          |
| *tyb                                  | ‘velho’                                           |
| *t-yb                                 | ‘pai’ (3ª pessoa)                                 |
| *tyk                                  | ‘pele, casca, roupa’                              |
| *u(-)nə̃                               | ‘estar sentado.SG’                                |
| *u(-)θi                               | ‘dançar’                                          |
| *-ud                                  | ‘NOM.AG’ (‘dono’), ‘formativo de nomes de agente’ |
| *we                                   | ‘furar, dar facada’                               |
| *wy/*wy-d                             | ‘carregar’                                        |
| *θi                                   | ‘ovo’                                             |